# Tideo de Atenas
Tideo de Atenas (griego: Tydeus, Τυδεύς) fue un general de la Antigua Atenas durante la guerra del Peloponeso.
Fue nombrado strategos en 405 a. C., Jenofonte menciona que junto a Menandro se negó a aceptar la ayuda de Alcibíades, lo que llevó al desastre de la batalla de Egospótamos. Esa decisión se debió a que creían que Alcibíades había sido sobornado por Lisandro. Dado que después del enfrentamiento todos los generales y 3000 prisioneros atenienses fueron ejecutados (excepto Adimanto), probablemente sufrió el mismo destino.